# René Ngongo

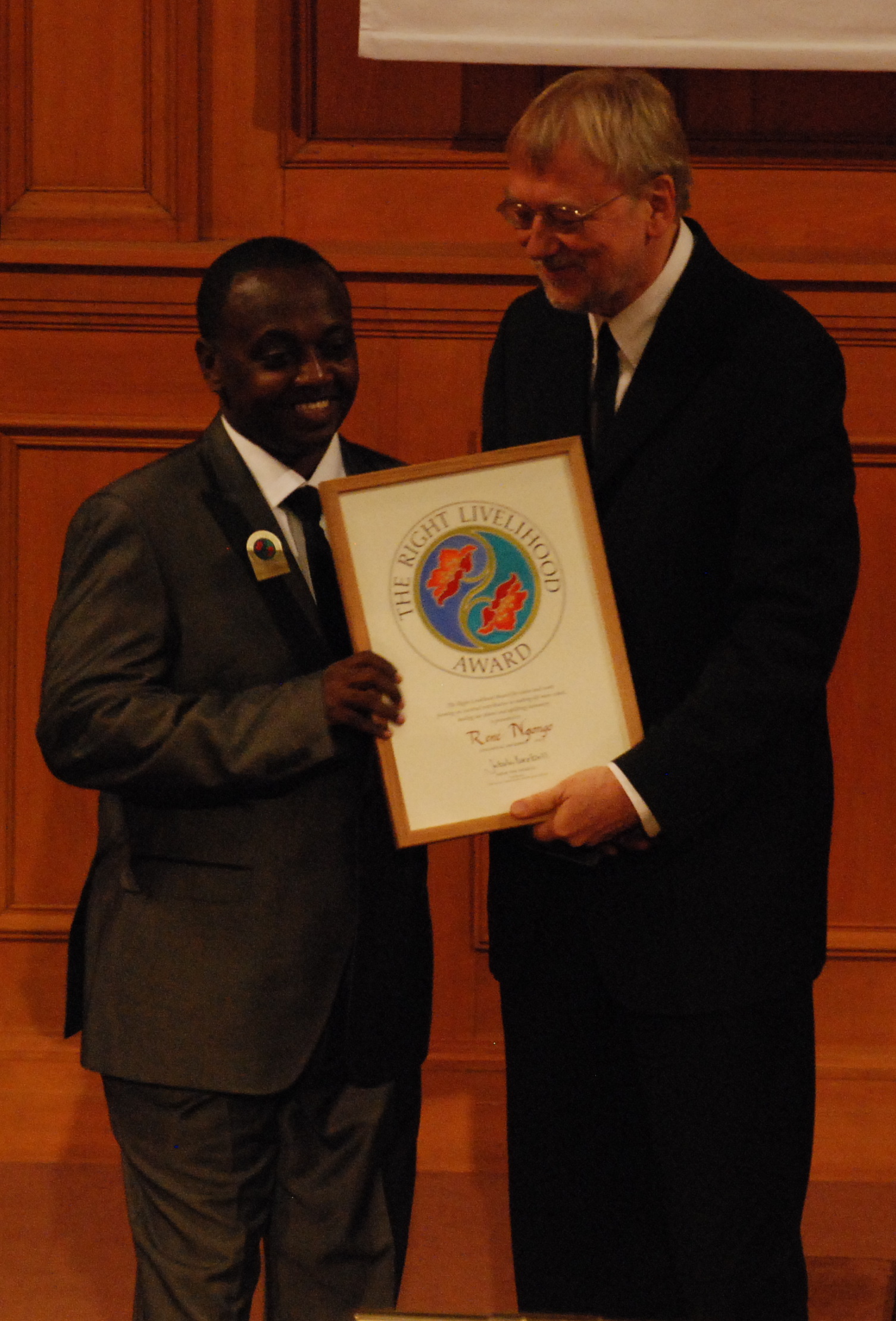
René Ngongo erhält den Right Livelihood Award

René Ngongo Mateso (* 1961 in Goma) ist ein kongolesischer Biologe und Ökologe.

## Werdegang
Ngongo studierte zunächst an der Kisangani-Universität Biologie und absolvierte im Anschluss einen postgradualen Studiengang im Fach Erziehungswissenschaften. Danach war er in der Forschung an verschiedenen Universitäten Kongos tätig.
1996 war er Gründer der Umweltorganisation Organisation Concertée des Ecologistes et Amis de la Nature (OCEAN), die sich für den Schutz der natürlichen Ressourcen in der Demokratischen Republik Kongo einsetzt. Für sein langjähriges Engagement zum Schutz der von Abholzung bedrohten Regenwälder und für soziale Gerechtigkeit in seiner Heimat wurde er 2009 mit dem Right Livelihood Award (Alternativer Nobelpreis) ausgezeichnet.